# Pereskia weberiana
Pereskia weberiana är en kaktusväxtart som beskrevs av Karl Moritz Schumann. Pereskia weberiana ingår i släktet trädkaktusar, och familjen kaktusväxter. Inga underarter finns listade i Catalogue of Life.

## Bildgalleri

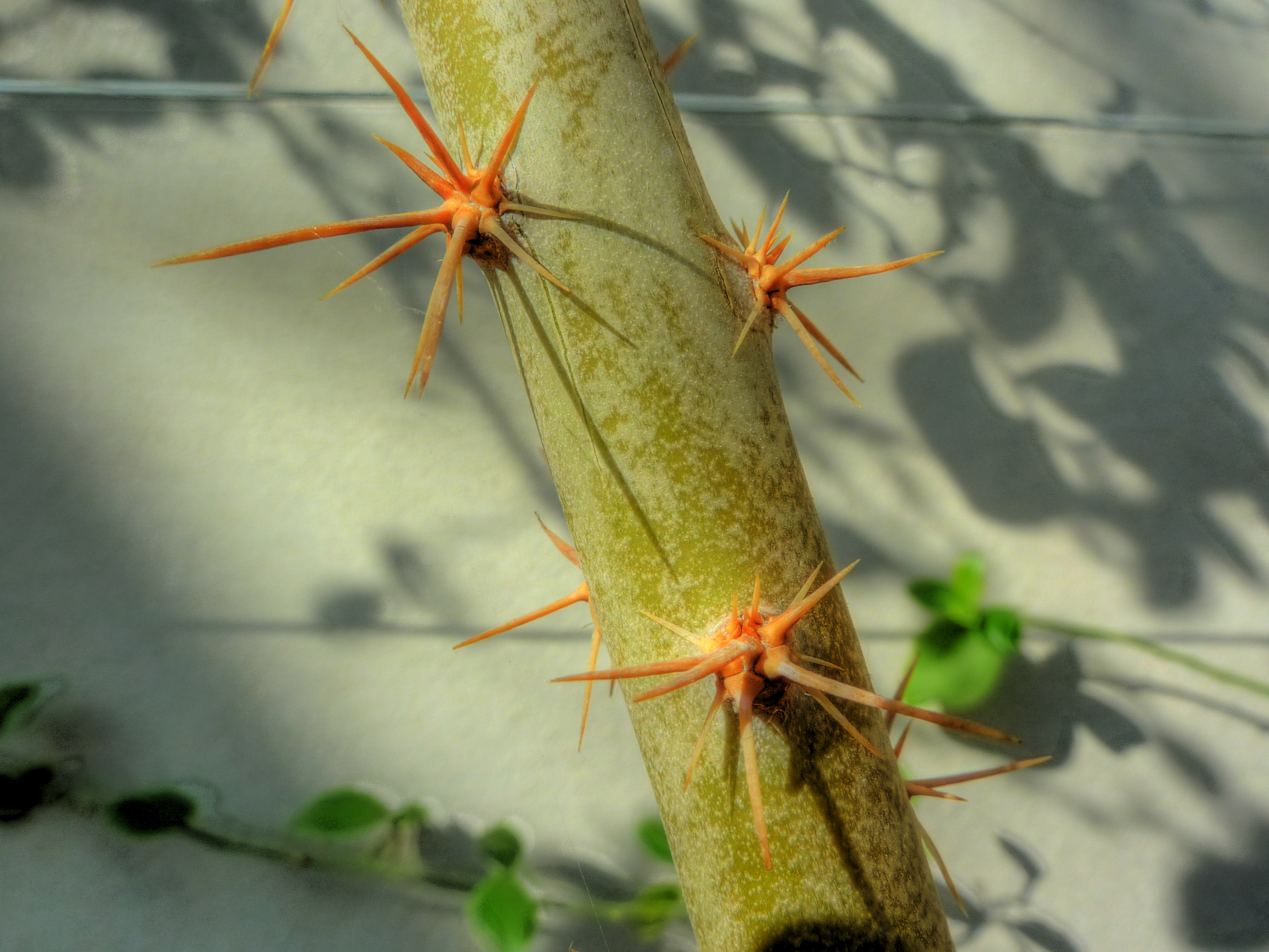
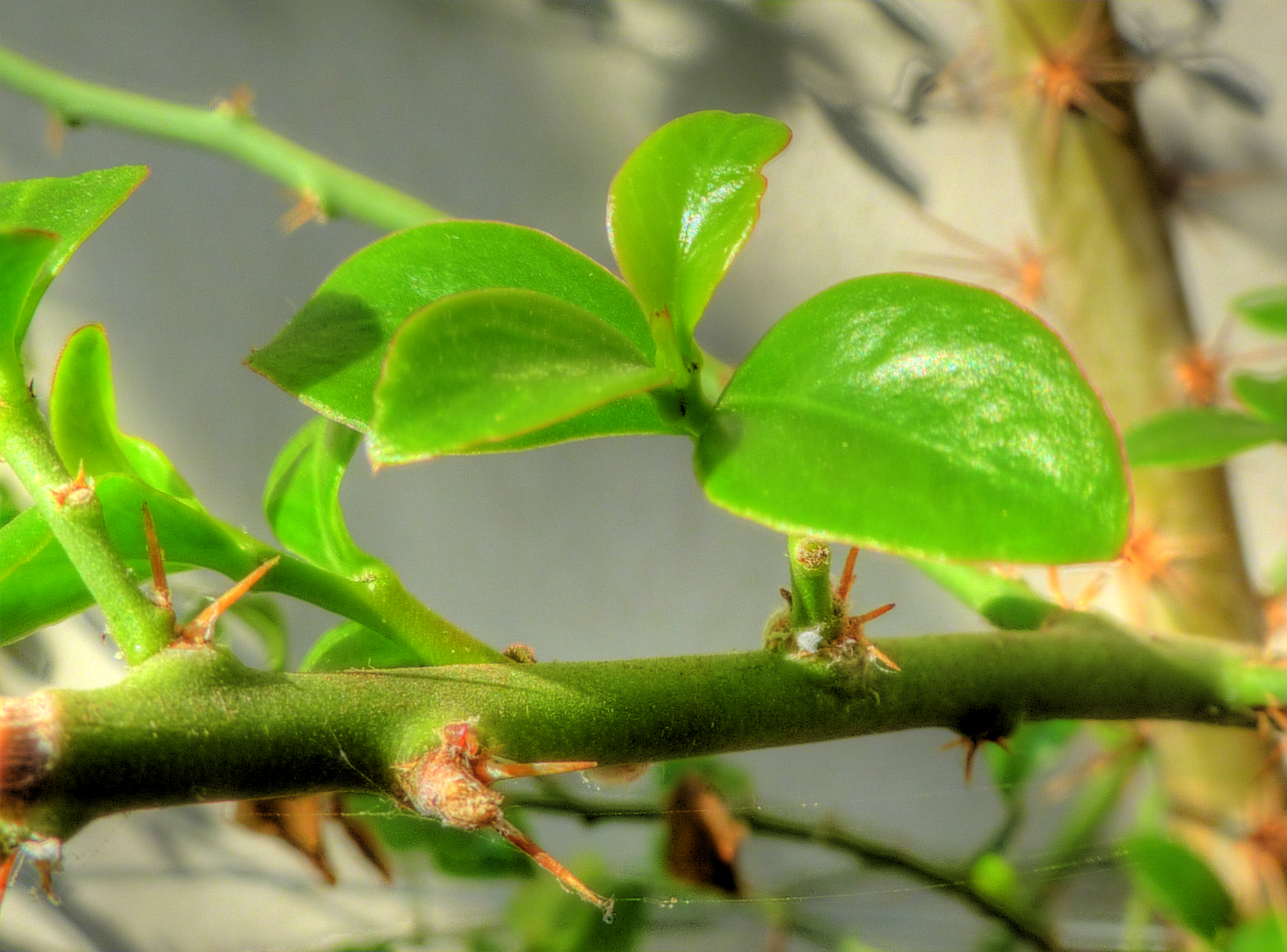
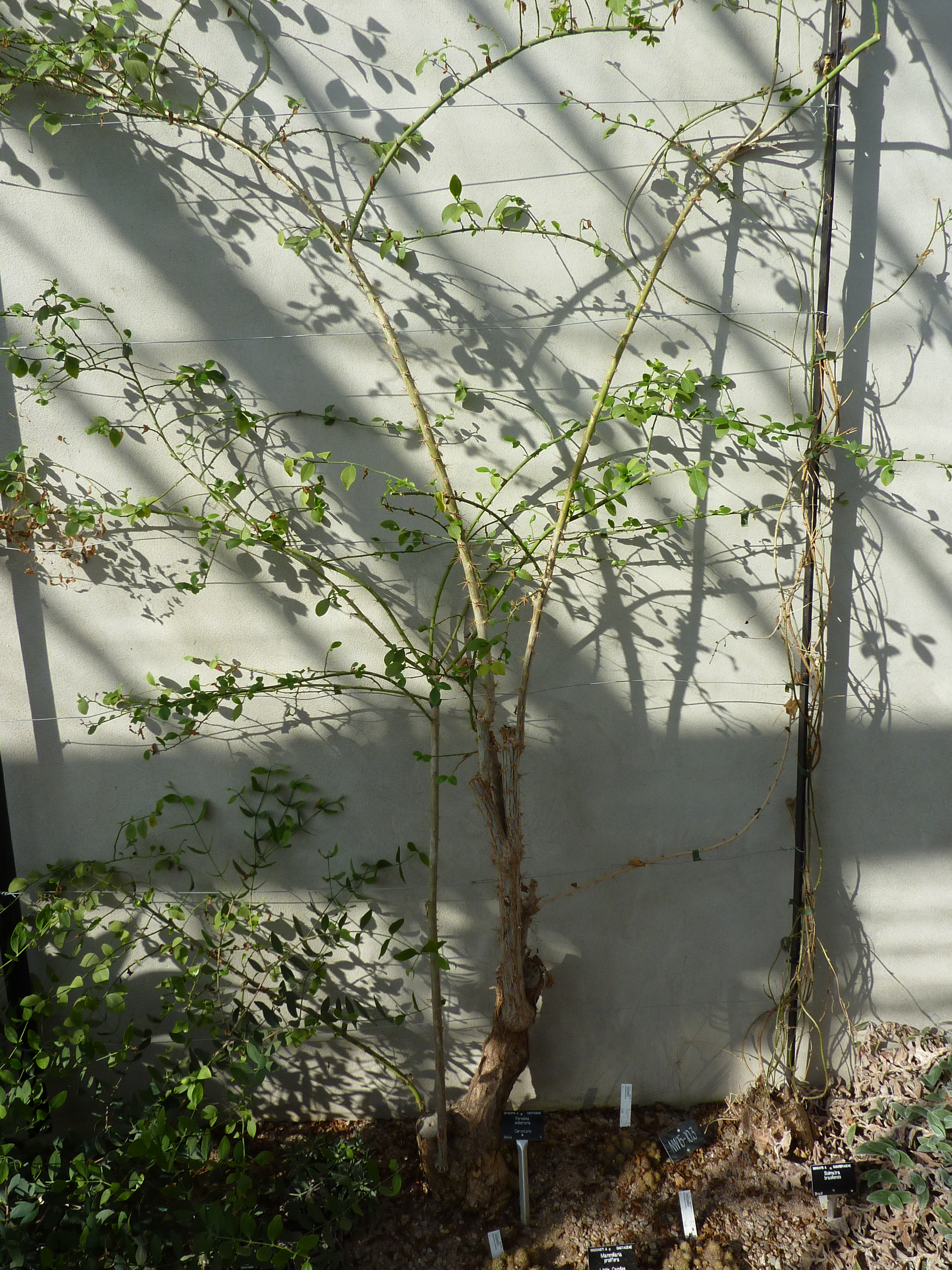